# Klątwa Doliny Węży

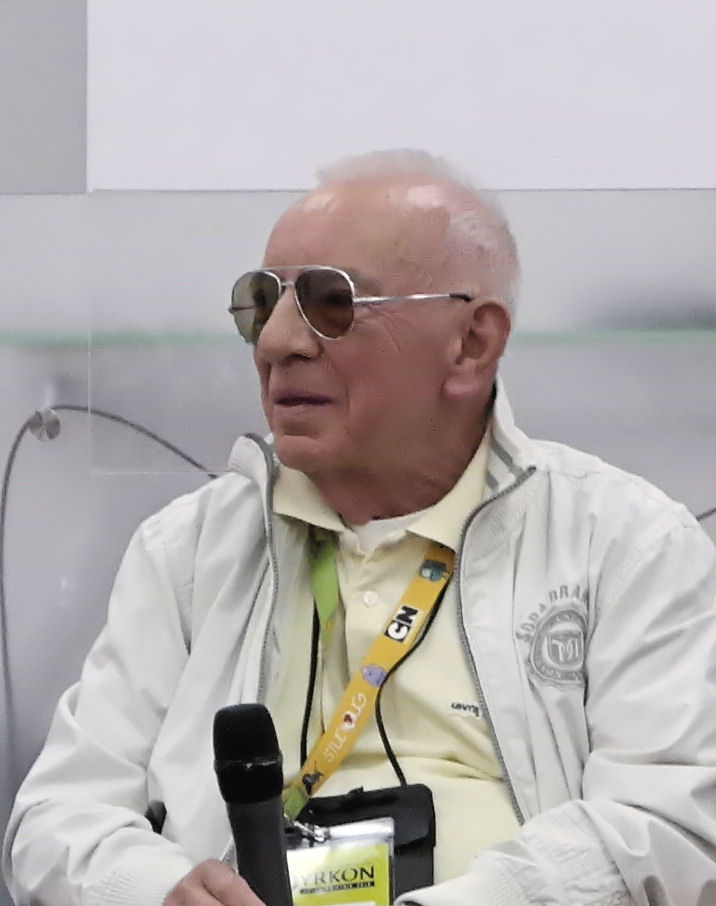
Reżyser filmu Marek Piestrak (2015)

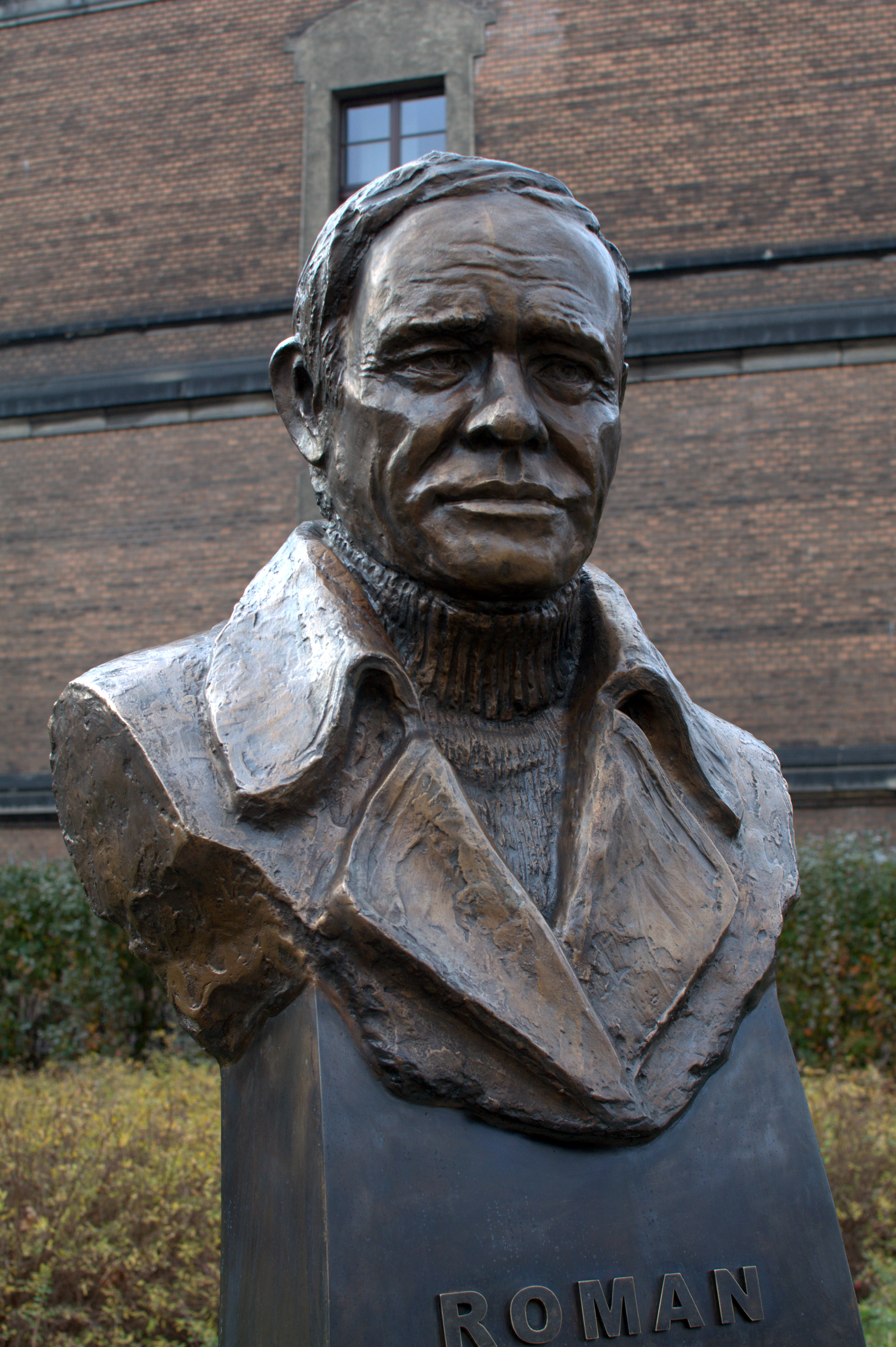
Pomnik Romana Wilhelmiego, odtwórcy roli Travena

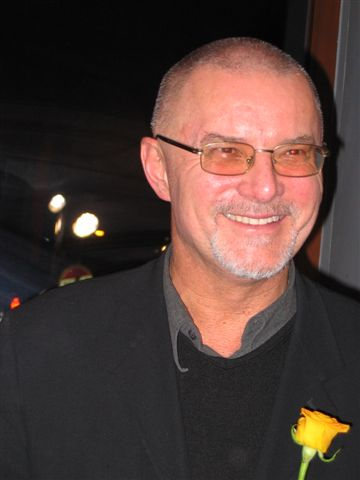
Krzysztof Kolberger, odtwórca roli Jana Tarnasa (2004)

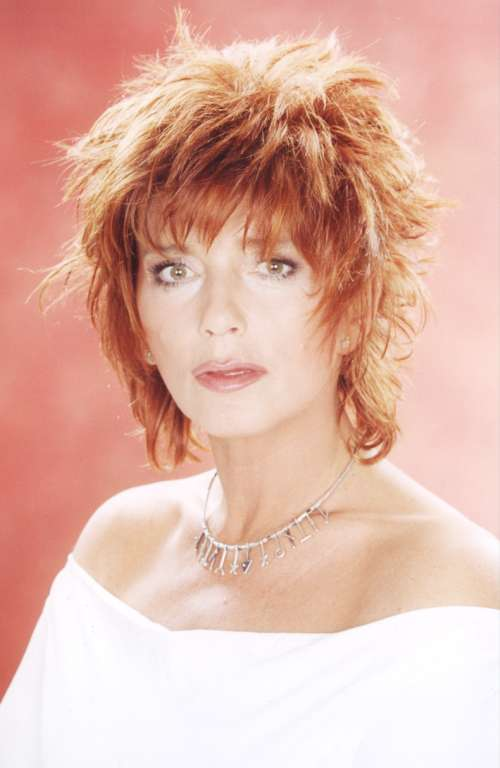
Ewa Sałacka, odtwórczyni roli Christine Jaubert

Klątwa Doliny Węży (ros. Заклятие долины змей) – polsko-radziecki przygodowy horror science fiction z 1988, wyreżyserowany przez Marka Piestraka (który również był współautorem scenariusza), nakręcony na podstawie opowiadania Roberta Strattona pt. „Hobby doktora Travena”, publikowanego w odcinkach w latach 1979–1980 na łamach czasopisma „Przekrój”. 
Film swoją premierę miał 3 października 1988 roku. Obejrzało w kinach 25 milionów osób.

## Fabuła
Akcja filmu rozpoczyna się w listopadzie 1954 roku, na pograniczu laotańsko-wietnamskim. Ostrzelany przez partyzantów helikopter ląduje na skraju dżungli. Pilot wojskowy Bernard Traven (Roman Wilhelmi) podczas szukania wody trafia do świątyni buddyjskiej, skąd kradnie drogocenną szkatułkę. Znajdujący się w świątyni mnich rzuca klątwę.
Akcja filmu przenosi się do Paryża, trzydzieści lat później. Na wykład specjalisty od starych tajskich rękopisów Jana Tarnasa (Krzysztof Kolberger) przybywa Traven. Wojskowy prosi profesora o rozszyfrowanie manuskryptu z szkatuły znalezionej na Półwyspie Indochińskim. Podczas rozcinania skradzionego przedmiotu w laboratorium gaśnie światło i pojawiają się węże. Ofiarą gadów jest monter naprawiający oświetlenie. Na miejscu zjawia się policja, a następnie dziennikarka France Soir Christine Jaubert (Ewa Sałacka). Podczas zbierania materiałów o tajemniczej śmierci montera poznaje Tarnasa.
W domu Travena Tarnas z wojskowym tłumaczą kartkę z manuskryptu. Zwracają uwagę na ostrzeżenie przed „khumanem” – tajemniczym niebezpieczeństwem w Dolinie Tysiąca Węży. Ponownie pojawia się wąż, którego unieszkodliwia Traven. Profesor z wojskowym decydują się na wspólną podróż do Doliny. Następnie Christine z Tarnasem idą na kawę. Podczas chwilowej nieobecności profesora dziennikarka podstępem fotografuje manuskrypt wraz z tłumaczeniem.
W siedzibie nieokreślonej organizacji Martin Breecher (Igor Przegrodzki) studiuje dossiers Tarnasa i Travena. Dowiaduje się, że według analizy komputerowej szkatuła składa się ze stopu itru i lutetu, który można otrzymać w warunkach próżni kosmicznej. Breecher zwraca uwagę na określenie „straszliwa broń”. Organizacja wymusza zdjęcie artykułu Christine o wężach w centrum Paryża. Przedstawiciel organizacji, Noiret (Zbigniew Lesień) sugeruje dziennikarce, że sprawą zajmują się wyżej postawieni ludzie.
W Wietnamie lądują Traven i Tarnas. W ministerstwie kultury i sztuki otrzymują przewodnika-opiekuna. Ponieważ jedyne sprawne auto pożyczyła wcześniej Christine, pilot i profesor decydują się na wyprawę z Christine. Noiret dowiaduje się, że Christine poinformowała redakcję o wyprawie do klasztoru Lerng Nochta. Podczas podróży wyprawa napotyka radzieckiego inżyniera Buturlina (Sergiej Desnitski) będącego znajomym Tarnasa. Cała czwórka nocuje w obozie Rosjan, gdzie wieczorem pojawiają się węże. W wyniku użycia pojemnika z gazem paraliżującym, należącego do Buturlina, węże przestają stwarzać niebezpieczeństwo.
Przed wyruszeniem w stronę klasztoru, rankiem Christine wpada w pułapkę – pozostałość wojny. Po dotarciu wyprawa obiecuje mnichom zwrot manuskryptów po zaprowadzeniu ich do Doliny Potęgi i Mocy. W trakcie wyprawy odnajdują szczątki śmigłowca Travena. W pobliżu Doliny Węży mnich nagle znika. Pośród ruin ekipa odkrywa zejście do komnaty, w której mieszka wiele węży. Traven ratuje Christine i Tarnasa, rzucając skradzione z obozu pojemniki z gazem. Cała trójka przechodzi do wielkiej sali, w której znajdują się posągi przypominające astronautów. Odnajdują przejście przez korytarz, który strzegą rzeźby smoków miotających laserowymi wiązkami.
Kolejnym zagrożeniem jest gigantyczny biały wąż, który ginie w wyniku fortelu Tarnasa. Ekipa wkracza do komnaty, gdzie znajdują się grób przybysza spoza Ziemi i amforę, której poruszenie otwiera dopływ wody. W ostatnim momencie profesor odnajduje ukryte wejście. Traven zdradza Christine i Tarnasa, pozostawiając ich w komnacie. Dziennikarkę i profesora ratuje zraniony przewodnik. Mnich ostrzega Tarnasa i Christine przed konsekwencjami kradzieży amfory.
Dzięki pomocy Buturlina Tarnas i Christine wracają do hotelu w momencie zabójstwa Travena i zabrania amfory. Mnich zabija złodzieja, a podążająca za tropem Christine zamienia torby. Po wylądowaniu w Paryżu napastnicy porywają profesora i torbę z amforą. Tarnas trafia do pałacu organizacji, gdzie obserwuje otwarcie tajemniczego pojemnika przez Breechera. Podczas próby otworzenia Breecher ulega przekształceniu. Christine odnajduje majaczącego w mansardzie profesora. Tarnas i Christine obserwują buddyjskich mnichów w centrum Paryża.
Dyrektor organizacji (Mikk Mikiver) przyjmuje sprawozdanie Noireta z wydarzeń w laboratorium. Podczas analizy wykryto, że w cieczy znajdują się stężone trucizny i nieznany kod genetyczny. Dyrektor rozkazujące Noiretowi przetransportowanie amfory na atol Mataiva. Z amfory wydobywa się różowy dym, a przewożący ją samolot znika.

## Obsada
- Krzysztof Kolberger – Jan Tarnas
- Ewa Sałacka – Christine Jaubert
- Roman Wilhelmi – Bernard Traven
- Zygmunt Bielawski – Morineau
- Zbigniew Lesień – Noiret
- Igor Przegrodzki – Breecher
- Lan Bich – Numi
- Siergiej Diesnicki – Andriej Buturlin
- Henryk Bista – redaktor
- Leon Niemczyk – współpracownik Noireta w Wietnamie
- Mikk Mikiver – dyrektor organizacji (rola dubbingowana przez Bogusława Sochnackiego)
- Le Van Toan – mnich przewodnik
- Margus Tuuling – inspektor policji
- Marek Piestrak – kapitan znikającego samolotu (nie występuje w napisach)
- Tuan Tu – mnich
- Thinh Trinh – urzędnik
- Minh Tam – mnich
- Huu Hien – mnich
- Tõnu Saar – Saar
- Haider Rizvi – pasażer samolotu lecącego do Paryża; nie występuje w napisach

Źródło: 

## Produkcja
Scenariusz filmu oparto na opowiadaniu Hobby dr. Travena, które ukazywało się w odcinkach na łamach „Przekroju”. Autorem opowiadań był Wiesław Górnicki, którzy ukrywał się pod pseudonimem Robert Stratton.
Potwór, który zginął w wyniku fortelu Tarnasa, miał być ruchliwy i oślizgły. Gotowy stwór okazał się sztywną makietą, która w ogóle się nie ruszała. Ostatecznie monstrum stworzył stały współpracownik Marka Piestraka, Janusz Król. Król odpowiedzialny jest także za charakteryzację Igora Przegrodzkiego.
Z powodu oszczędności zdjęć nie kręcono w Laosie, a w Wietnamie. Twórcy musieli zrezygnować z większości scen ze śmigłowcem, na który czekali na planie cały miesiąc. Kiedy dostarczono helikopter, okazało się, że może przelecieć tylko raz, a kiedy wyląduje, to już nie wzbije się w powietrze, gdyż miał zbyt słabe akumulatory. Ekipie filmowej nie udało się pracować w dżungli, przed kamerą powtykano więc sztuczne liście, żeby uzyskać oczekiwany efekt. W innej ze scen Ewa Sałacka wisiała nad przepaścią, narażając w ten sposób życie. Podczas kręcenia sceny aktorka nie była w żaden sposób zabezpieczona przed upadkiem – na dole znajdował się kaskader, który miałby złapać spadającą aktorkę.
Budżet produkcyjny filmu wyniósł około 100 milionów złotych.

## Odbiór
Film jest krytykowany za nieudolnie wykonane efekty specjalne, wątpliwy sens tworzenia filmu z góry skazanego na niepowodzenie oraz zbyt daleko idące inspiracje Poszukiwaczami zaginionej Arki. Reżyser Marek Piestrak odpierał te zarzuty, mówiąc, że problemy z produkcją filmu wynikały z nieudanej współpracy z Rosjanami.
„Klątwę Doliny Węży” obejrzało ponad 25 milionów osób w Związku Radzieckim i milion w Polsce. Według Jacka Szczerby, sukces filmu wynikał z nieobecności przygód Indiany Jonesa w komunistycznych państwach, w których nie wyświetlano zachodnich filmów. W Wietnamie film puszczano na tajnych seansach, gdyż uznano go za zbyt amerykański.
W 2010 roku film ukazał się w Polsce na DVD.
Od tytułu filmu wzięła się nazwa nagród Węży, przyznawanych najgorszym polskim filmom.